# Їржі Прскавець
Їржі Прскавець (чеськ. Jiří Prskavec; нар. 18 травня 1993, Мельник, Чехія) — чеський веслувальник, олімпійський чемпіон 2020 року, бронзовий призер Олімпійських ігор 2016 року.

## Виступи на Олімпіадах
| Олімпіада           | Дисципліна                | Місце |
| ------------------- | ------------------------- | ----- |
| Ріо-де-Жанейро 2016 | байдарки-одиночки, слалом | 3     |
| Токіо 2020          | байдарки-одиночки, слалом | 1     |
| Париж 2024          | байдарки-одиночки         | 9     |
| Париж 2024          | байдарки-крос             | 11    |

## Зовнішні посилання
- Їржі Прскавець на сайті International Canoe Federation (англійська)
- Їржі Прскавець на сайті Olympics.com (англійська)
- Їржі Прскавець на сайті Olympedia (англійська)
- Їржі Прскавець на сайті Czech Olympic Committee (чеська)